# 朱孟震
朱孟震（1534年—1593年），字秉器，號明虹，江西臨安府新淦縣人，民籍，明朝政治人物，隆慶戊辰進士，官至山西巡撫。

## 生平
嘉靖三十七年（1558年）戊午科江西鄉試第四名，隆慶二年（1568年）戊辰科第二甲第十二名進士。授南京刑部主事。万历元年（1573年），主持青溪社。历官至四川重庆府知府，萬曆六年（1578年）四月升河南兵备副使，九月調補陕西副使、整饬潼关兵备，九年正月升山西左参政，十一年三月升四川按察使，十二年十月升本省右布政使，遷贵州左布政使，十七年六月升顺天府府尹，十八年九月升通政使，十九年（1591年）闰三月升都察院右副都御史、提督雁门等关兼巡抚山西地方，因多次被弹劾，十一月回籍养病。不久病卒。

## 著作
著作頗豐，有《秉器集》八卷，《河上楮谈》、《汾上续谈》、《浣水续谈》、《游宦余谈》及《玉笥诗谈》等。

## 家族
曾祖父朱顯隆；祖父朱熙純；父朱瓉，字尧献，别號墨泉，嘉靖甲午舉人，麻阳知縣。母吳氏。永感下。弟仲震、季震。继室黄氏（1548年-1581年），名朱英，封宜人，因所生子女多夭折，在亡女誕日哭泣得疾而卒，年三十四。